# Judit amb el cap d'Holofernes (Saraceni)
Judit amb el cap d'Holofernes és un oli sobre tela de 98 × 79,8 cm realitzat per Carlo Saraceni cap al 1615, el qual es troba a la Fondazione di Studi di Storia dell'Arte Roberto Longhi de Florència.

## Context històric i artístic
El quadre procedeix de la col·lecció bolonyesa Publio Podio. A la darreria dels anys trenta del segle XX ja era propietat de Roberto Longhi, el qual l'esmenta en el text sobre els caravaggistes publicat el 1943:
| « | Florència, col·lecció Longhi: "Judit i la serventa" (la versió més tardana i madura sobre el tema, cap al 1618). | » |

Posteriorment, fou exhibit en la gran exposició milanesa del 1951 sobre Caravaggio. El 1968, Ottani Cavina suggeria que, abans de ser a Bolonya, el quadre s'hauria conservat a Roma, a la col·lecció Viena, en el catàleg de la qual, en els primers anys d'aquest segle, figurava una obra del mateix tema atribuïda a Gerard van Honthorst (segons Milantoni, però, de mides diferents). Pel que fa a la cronologia, l'estudiosa, d'acord amb Longhi, també estava convençuda que es tractava d'una realització tardana (de cap al 1618).
A partir del 1911, Voss divulgà la versió més famosa d'aquesta composició, la que es conserva al Museu d'Història de l'Art de Viena, sobre la qual Longhi comentà el que segueix:
| « | obra de fama europea (...) que cap a mitjan segle XVII es trobava probablement a la col·lecció del príncep, ja que l'hem vista dues vegades penjada a la galeria microscòpica pintada per Teniers en els dos quadrets de la galeria de Múnic. | » |

De fet, la tela de Saraceni figura el 1659 en la col·lecció de l'arxiduc Leopold Guillem d'Habsburg, germà de l'emperador Ferran III.

## Descripció
Segons Ottani Cavina, la versió de Viena marca l'inici d'un nou cicle pictòric (...) tot i que es mantenen algunes relacions estilístiques amb els pintors septentrionals que, no obstant això, Saraceni fa evolucionar cap a una recerca moderna que resultarà essencial, per exemple per a Honthorst. L'estudiosa assenyala també evidents referents de composició a partir de prototipus caravaggistes, com la Judit de Coppi (avui a Roma, Galleria Barberini) i el David amb el cap de Goliat (galeria Borghese). Tot i que els acostaments proposats per la investigadora són raonables (en particular el del David, amb el cap d'Holofernes en primer terme), Gianni Papi considera que els components nòrdics (com també els relatius a Savoldo), de l'obra del venecià són dominants respecte al discurs caravaggista. D'altra banda, el pintor es presenta, en aquest compartit moment cronològic (inici dels anys deu, si més no per al quadre de Viena), com un mestre fascinat pels experiments lumínics -a què, de fet, es tornarà a enfrontar al cap de poc de temps a la capella Ferrari de Santa Maria in Aquiro-, però en el fons encara és impermeable al sever dramatisme de les escenes i als continguts de Merisi. En qualsevol cas, es tracta d'una base precoç en l'àmbit de la pintura amb claror de nit (molt prematur en una obra de dimensions mitjanes) que, més que Honthorst, sembla que anticipa alguns quadres de llum artificial realitzats per artistes (tres, al capdavall) inclosos en el grup de l'anomenat Candlelight Master.
Com ja va subratllar Papi el 1997, en realitat sembla difícil d'establir quant de temps va poder transcórrer entre la versió de Viena i la de Longhi, en la qual s'observen algunes modificacions, sobretot en el cap d'Holofernes (ja representat sense l'expressió d'extrem dolor o terror que, en canvi, marca l'expressió udoladora de l'Holofernes vienès) i en el cromatisme, que juga amb tons càlids, progressives variacions d'un únic color ambrat.
Ottani Cavina llista un nodrit nombre d'exemplars d'aquesta afortunada iconografia, dels quals, però, només accepta com a original -a més, naturalment, del quadre florentí i el vienès- la versió de la col·lecció Manusardi de Milà. El 1975, després d'unes comprovacions tècniques, R. E. Spear també va considerar definitivament la de l'Art Institute de Dayton, una còpia de Saraceni, ja considerada obra no autògrafa (sobre la base de la reproducció fotogràfica) per Ottani Cavina. Nicolson va afegir a les còpies ja indicades en la fitxa d'Ottani Cavina tres versions no autògrafes més. De totes aquestes, potser caldrà determinar també la que ha arribat recentment a la col·lecció Koelliker de Milà que, després d'una acurada restauració, mostra una qualitat que, segons Gianni Papi, l'eleva a una nova versió original.

## Exposicions
- Salònica (1997).
- Madrid/Oviedo (1998-1999).[1]